# Nunatak Voshod-2
Nunatak Voshod-2 är en nunatak i Antarktis. Den ligger i Östantarktis. Australien gör anspråk på området. Toppen på Nunatak Voshod-2 är 839 meter över havet.
Terrängen runt Nunatak Voshod-2 är varierad. Trakten är obefolkad. Det finns inga samhällen i närheten.